# Số điện thoại ở Hàn Quốc
Mã điện thoại 01095342308Hàn Quốc được tổ chức và thể hiện như sau.

## Thông tin chung
- Gọi ra quốc tế: 00N (N là mã nhà mạng) sau đó là mã quốc gia và số điện thoại.
- Gọi trong Hàn Quốc: +82 XX XXXX YYY. Đầu số "0" sẽ bị bỏ khi gọi vào Hàn Quốc từ nước ngoài.
- Một vài số điện thoại 1566/1577/1588 không thể gọi từ nước ngoài.
- Gọi đường dài trong nước: 0NN (NN là mã nhà mạng) sau đó là mã vùng 0XX và số điện thoại XXXX YYYY. Xem Mã dịch vụ đường dài trong nước và mã vùng.
- Gọi cho di động: 01N XXXX YYYY (xem số điện thoại di động). Khi thực hiện cuộc gọi với các số cùng thuê bao 010, đầu số 010 sẽ bị bỏ đi (XXXX YYYY).
- Dịch vụ gọi đặc biệt: 0N0 XXXX YYYY (xem Dịch vụ gọi đặc biệt)

Ví dụ;
- Gọi 02-312-3456 trong Seoul: 312-3456
- Gọi 02-312-3456 từ nơi khác: 02-312-3456
- Gọi 051-212-3456 trong Busan: 212-3456
- Gọi 051-212-3456 từ nơi khác: 051-212-3456
- Gọi 02-312-3456 từ nước ngoài: +82-2-312-3456

Hàn Quốc sử dụng kế hoạch mở rộng quay số với tổng độ dài (bao gồm 0) từ 9 đến 11 số và, trong thành phố, số thuê bao dài 7 đến 8 số. Gọi từ điện thoại di động đến bất kì loại điện thoài nào trừ số 010, mã vùng phải được thêm vào.
Vào năm 1998, số điện thoại ở Seoul bắt đầu với 2 và 6 rồi thêm sáu số (02-2XX-YYYY đến 02-22XX-YYYY, 02-6XX-YYYY đến 02-66XX-YYYY). Trước khi mã vùng được rút ngắn từ 4 số đến 2~3 số vào tháng 6 năm 2000, có một số ngoài (thường là "2") với 2 số ngoài giống như số điện thoại 0443-2-XXXX hoặc 0525-40-XXXX còn tồn tại. (hiện là 043-652-XXXX và 055-340-XXXX)

## Danh sách đầy đủ

### Mã nhà mạng gọi quốc tế
- 001 - KT gọi quốc tế
- 002 - LG U+ gọi quốc tế
- 003xx - Gọi quốc tế thông qua Internet Protocol hoặc dịch vụ quốc tế đặc biệt
  - 00365 - Onse Telecom gọi quốc tế thông qua Internet Protocol
- 005 - SK Broadband gọi quốc tế (chất lượng cao hơn dịch vụ tiền tố 5 số từ cùng công ty)
- 006 - SK Telink gọi quốc tế (chất lượng cao hơn dịch vụ tiền tố 5 số từ cùng công ty)
- 007xx - Gọi quốc tế thông qua Internet Protocol hoặc dịch vụ quốc tế đặc biệt
  - 00700 - SK Telink gọi quốc tế thông qua Internet Protocol
  - 00727 - KT gọi quốc tế thông qua Internet Protocol
  - 00766 - SK Broadband gọi quốc tế thông qua Internet Protocol
  - 00794 - Dịch vụ vận hành
- 008 - Onse Telecom gọi quốc tế (chất lượng cao hơn dịch vụ tiền tố 5 số từ cùng công ty)

### Tiền tố di động
- 010 - Di động (Tất cả các công ty điện thoại di động Hàn Quốc, từ 1 tháng 1 năm 2004)
- 011 - Di động (SK Telecom, đến ngày 31 tháng 12 năm 2003)(Tất cả các công ty điện thoại di động Hàn Quốc, từ 1 tháng 1 năm 2004)
- 012 - Máy đến máy
- 013xx - Mạng điện thoại đặc biệt (wireless,...)
- 014xx - Giao thức Point-to-Point truy cập số
- 015 - Dịch vụ di động: Dịch vụ nhắn tin
- 016 - Di động (KT, đến ngày 30 tháng 6 năm 2003)(Tất cả các công ty điện thoại di động Hàn Quốc, từ 1 tháng 7 năm 2004)
- 017 - Di động (SK Telecom, đến ngày 31 tháng 12 năm 2003)(Tất cả các công ty điện thoại di động Hàn Quốc, từ 1 tháng 1 năm 2004)
- 018 - Di động (KT, đến ngày 30 tháng 6 năm 2003)(Tất cả các công ty điện thoại di động Hàn Quốc, từ 1 tháng 7 năm 2004)
- 019 - Di động (LG U+, đến ngày 31 tháng 12 năm 2004)(Tất cả các công ty điện thoại di động Hàn Quốc, từ 1 tháng, 2005)

### Dịch vụ
- 030 - UMS
- 050 - Dịch vụ số cá nhân
- 060 - Dịch vụ điện thoại thông inh
- 070 - Điện thoại Internet (VoIP)
- 080 - Cuộc gọi miễn phí

### Mã vùng
Trước tháng 6 năm 2000, Hàn Quốc sử dụng 2 đến 4 số mã vùng.
- 02 - Seoul và một phần của Gyeonggi-do (Gwacheon, Gwangmyeong và một vài phường của Goyang và Hanam)
- 031 - Gyeonggi-do
- 032 - Incheon và một phần của Gyeonggi-do (Bucheon và một vài cộng đồng Ansan)
- 033 - Gangwon-do
- 041 - Chungcheongnam-do
- 042 - Daejeon và một phần của Chungcheongnam-do (Gyeryong)
- 043 - Chungcheongbuk-do
- 044 - Thành phố Sejong
- 049 - Khu công nghiệp Kaesong
- 051 - Busan
- 052(2) - Ulsan
- 053 - Daegu và một phần của Gyeongsangbuk-do (Gyeongsan)
- 054 - Gyeongsangbuk-do
- 055 - Gyeongsangnam-do và một vài phường của Ulsan
- 061 - Jeollanam-do
- 062 - Gwangju
- 063 - Jeollabuk-do
- 064-7xx - Jeju-do

### Mã nhà mạng nội địa đường dài
Nó không cần thiết quay tiền tố của bất kì hãng nào trước khi gọi thực hiện cuộc gọi nội địa đường dài.
Các tiền tố chỉ cần thiết khi bạn muốn chọn một nhà mạng khác hơn là nhà mạng đường xa mặc định (thường là cùng công ty sẽ cung cấp cho bạn tuyến gọi).
- 081 - KT
- 082 - LG U+(08217)
- 083 - Onse Telecom
- 084 - SK Broadband
- 085xx - Nội địa đường dài kèm theo giá trị dịch vụ (VAS)
- 086 - SK Telink
- 087 - (Hiện không sử dụng)
- 088 - (Hiện không sử dụng)

### Số đặc biệt
- 100 - Trung tâm khách hàng KT
- 101 - Trung tâm khách hàng LG U+
- 105 - Dịch vụ tàu không dây
- 106 - Trung tâm khách hàng SK Broadband
- 107 - Báo cáo LG U+
- 108 - Trung tâm khách hàng doanh nghiệp SK Broadband
- 109 - Báo cáo KT
- 111 - NIS
- 112 - Cảnh sát
- 113 - Báo trộm
- Mã vùng + 114 - Mục hỗ trợ (Dịch vụ thông tin Hàn Quốc)
- 115 - KT Telegram
- 116 - Dịch vụ giờ chuẩn KT
- 117 - Đường dây bạo lực trường học (từ 2012, trước là: báo cáo xâm phạm phụ nữ)
- 118 - Báo cáo khủng bố mạng
- 119 - Cứu hỏa, xe cứu thương
- 120 - Dịch vụ cuộc sống
- 121 - Báo cáo cơ quan cấp nước
- 122 - Số điện thoại khẩn cấp bảo vệ bờ biển
- 123 - Báo cáo KEPCO Electric
- 125 - Báo cáo buôn lậu
- 127 - Báo cáo ma túy
- 128 - Báo cáo ô nhiễm
- 129 - Phối hợp với các dịch vụ phúc lợi xã hội (sau tháng 10 năm 2005)
- 1300 - Dịch vụ bưu chính
- 1301 - Dịch vụ công tố viên
- Mã vùng + 131 - Dự báo thời tiết
- 132 - Hành động dân sự (Công ty Cổ phần trợ giúp pháp lý Hàn Quốc - về tranh chấp hợp đồng)
- 1330 - Thông tin du lịch KNTO (lịch tàu - xe buýt, thông tin khách sạn, dịch vụ phiên dịch miễn phí)
- 1331 - Hội đồng Nhân quyền
- 1332 - Ban tài chính
- 1333 - Thông tin vận chuyển
- 1335 - Trung tâm dịch vụ thông tin cộng đồng
- 1336 - Xâm phạm thông tin cá nhân
- 1337 - Ban An toàn quân sự
- 1338 - Trung tâm dịch vụ truyền thông và báo cáo
- 1339 - Điều trị y tế khẩn cấp
- 134 - Thông tin du lịch
- 1350 - Ban lao động
- 1355 - Dịch vụ hưu trí quốc gia
- 1357 - Hỗ trợ doanh nghiệp nhỏ và vừa
- 1365 - Thông tin tình nguyện
- 1366 - Báo cáo lạm dụng trong nước
- 1369 - Thông tin tài chính cá nhân
- 1377 - Ngân hàng thực phẩm
- 1379 - Xâm phạm bất hợp lý của báo cáo sinh kế
- 1382 - Chứng nhận đăng ký quốc tịch
- 1385 - Báo cáo kinh doanh
- 1388 - Báo cáo ngược đãi trẻ vị thành niên
- 1389 - Đường dây nóng lạm dụng người già
- 1390 - Đường dây nóng thông tin bầu cử và vi phạm
- 1391 - Đường dây nóng lạm dụng trẻ sơ sinh
- 1398 - Đường dây nóng lạm dụng trẻ em
- 1399 - Báo cáo tạp hóa không sạch sẽ
- 141 - Phòng liên hệ (KT)
- 182 - Đường dây nóng báo cáo lạc trẻ em
- 188 - Hội đồng quốc gia về kiểm toán và thanh tra

### Thu nhập cuộc gọi
- 082-17,1677 - Thu nhập cuộc gọi LG U+ (LG Dacom)
- 1541 - Thu nhập cuộc gọi KT
- 1677 - Thu nhập cuộc gọi Onse Telecom
- 1682 - Thu nhập cuộc gọi SK Telink

### Mạng thông minh
- 14XXXXXX
- 15XXXXXX
  - 1544-XXXX - LG Dacom(LG U+) dịch vụ sử dụng một số duy nhất trên toàn quốc
  - 1566-XXXX - SK dịch vụ sử dụng một số duy nhất trên toàn quốc
  - 1577-XXXX - KT dịch vụ sử dụng một số duy nhất trên toàn quốc
  - 1588-XXXX - KTdịch vụ sử dụng một số duy nhất trên toàn quốc
  - 1599-XXXX - SK Telink dịch vụ sử dụng một số duy nhất trên toàn quốc
- 16XXXXXX
  - 1661-XXXX - LG U+ dịch vụ sử dụng một số duy nhất trên toàn quốc
  - 1688-XXXX - Onse Telecom dịch vụ sử dụng một số duy nhất trên toàn quốc